# Liste der Nummer-eins-Hits in Belgien (1959)
Diese Liste enthält alle Nummer-eins-Hits in Belgien im Jahr 1959. Es gab in diesem Jahr sechs Nummer-eins-Singles.
| Singles |
| --- |
| - Marino Marini – Come prima - 1 Monat (1. Januar – 31. Januar) - Perry Como – Mandolins In The Moonlight - 1 Monat (1. Februar – 28. Februar) - Kingston Trio – Tom Dooley - 1 Monat (1. März – 31. März) - Domenico Modugno – Piove (ciao ciao bambina) - 2 Monate (1. April – 31. Mai) - Caterina Valente – Sweetheart, My Darling, mijn schat - 3 Monate (1. Juni – 31. August) - Rocco Granata – Marina - 6 Monate (1. September 1959 – 29. Februar 1960) |

## Jahreshitparaden
| Singles |
| --- |
| 1. Caterina Valente – Sweetheart, my darling, mijn schat 2. Bobbejaan Schoepen – Café zonder bier 3. Perry Como – Mandolins In The Moonlight 4. Kingston Trio – Tom Dooley 5. Chris Barber – Petite fleur 6. Billy Vaughn – La Paloma 7. Domenico Modugno – Ciao ciao bambina 8. Rocco Granata – Marina 9. Lloyd Price – Personality 10. The Platters – Smoke Gets In Your Eyes 11. Bob Benny – Hou toch van mij 12. Freddy Quinn – Die Gitarre und das Meer 13. Paul Anka – Lonely Boy 14. Nat King Cole – Come Closer To Me 15. Francis Bay – Paris 16. Reg Owen – Manhattan Spiritual 17. Quartet Radar – Come prima 18. Pérez Prado – Patricia 19. Les Compagnons De La Chanson – Si tu vas à Rio |